# Kecamatan Pasimarannu
Kecamatan Pasimarannu är ett distrikt i Indonesien.   Det ligger i provinsen Sulawesi Selatan, i den centrala delen av landet, 1 600 km öster om huvudstaden Jakarta. Kecamatan Pasimarannu ligger på ön Pulau Kalao.